# برشاوشان مهدب
برشاوشان مهدب (الاسم العلمي: Adiantum fimbriatum) هو نوع من النباتات يتبع جنس البرشاوشان من الفصيلة الديشارية.